# Juho Heikkinen
Juho Alfred Heikkinen, 20 juli 1863, död 5 juli 1938, var en finländsk bonde och politiker.
Heikkinen gjorde sig särskilt känd i Finland som deltagare i Jägarrörelsen, och en av de viktigaste jägar- och krigsfångeetapperna gick över hans gård i Halla, Hyrynsalmi socken, vilket gav honom hans smeknamn Hallan ukko - "Gubben på Halla". Hans verksamhet rönte stor uppskattning både i Tyskland och Finland, och från 1924 åtnjöt han statspension. Heikkinen var 1907-13 och 1917-20 ledamot av enkammaren för agrarpartiet.